# Teleutomyrmex kutteri
Teleutomyrmex kutteri é uma espécie de inseto da família Formicidae.
É endémica de Espanha.

## Descrição
Esta espécie, uma formiga parasita sem obreiras, que vive nos formigueiros da Tetramorium caespitum, é muito similar à Teleutomyrmex schneideri, tendo sido nomeada kutteri em homenagem a H. Kutter, que identificou a espécie T. schneideri e o gênero Teleutomyrmex. As diferenças morfológicas face T. schneideri são poucas (com alguns órgãos, como as antenas, ligeiramente mais pequenos), sendo possivelmente resultado do isolamento geográfico (a T. kutteri vive na Serra Nevada, no sul de Espanha, enquanto a  T. schneideri vive nos Pirenéus e nos Alpes)  e de uma simplificação progressiva do organismo em resultado de um existência como parasita.